# Ai wa Katsu
Ai wa Katsu (愛は勝つ, nghĩa đen là "Tình yêu sẽ chiến thắng") là một bài hát do ca sĩ kiêm nhạc sĩ người Nhật Bản KAN sáng tác và thu âm, được phát hành dưới dạng đĩa đơn thứ tám của nghệ sĩ vào tháng 9 năm 1990. Ban đầu nó được giới thiệu trong album "Yakyū Senshu ga yume datta" của anh ấy "(野球選手が夢だった。 "Giấc mơ của tôi là cầu nguyện bóng chày."), phát hành một tháng trước khi đĩa đơn ra mắt. Bài hát đã trở thành bản hit đầu tiên của nghệ sĩ biểu diễn và là đĩa đơn thành công nhất với doanh số hơn 2 triệu bản, đồng thời được coi là bài hát đặc trưng của anh ấy.
"Ai wa Katsu" đã đứng đầu bảng xếp hạng Oricon trong 8 tuần, đứng ở vị trí thứ ba trong danh sách đĩa đơn bán chạy nhất của đất nước năm 1991. Doanh số của đĩa đơn này đã vượt qua con số 2 triệu trong suốt 52 tuần tồn tại trên bảng xếp hạng.